# Півенштейн Андрій Іванович
Півенштейн Андрій Іванович (14 квітня 1887, Подільська губернія, Російська імперія — 14/15 січня 1963, Сан-Франциско, США) — підполковник Армії УНР.

## Біографія
Походив з дворян Подільської губернії. Син військового чиновника, що завідував військовим шпиталем у Варшаві.
Закінчив Варшавську реальну школу, Одеське військове училище (у 1910 році), вийшов підпоручиком до 94-го піхотного Єнісейського полку (місто Псков), у складі якого брав участь у Першій світовій війні. З 13 травня 1916 року — комендант штабу 24-ї піхотної дивізії. Закінчив офіцерський клас польової Радіотелеграфної навчальної команди (27 серпня 1916 року), служив старшиною для доручень XI радіотелеграфного дивізіону. Нагороджений всіма орденами до Святого Володимира IV ступеня з мечами та биндою. Останнє звання у російській армії — капітан.
З лютого 1918 року — начальник загону для несення залогової служби у Бердичеві. З травня 1918 року — старшина для доручень помічника начальника демобілізаційної частини 2-го Подільського корпусу Армії Української Держави, згодом — Дієвої Армії УНР. З 17 березня 1919 року — старший ад'ютант розвідчої частини X дієвого корпусу Дієвої Армії УНР. Начальник адміністративного відділу губернського комісара на Поділлі. З 15 серпня 1919 року — начальник телеграфно-телефонічної станції Головного Отамана УНР. З 20 жовтня 1919 року — штатний викладач Житомирської юнацької школи. У 1920 році — начальник відділу зв'язку 3-ї Залізної стрілецької дивізії Армії УНР.
Жив в еміграції у Польщі, згодом — у США. В еміграції відійшов від українства, був головою виконавчого комітету Товариства російських ветеранів Першої світової війни, широко друкувався у білоемігрантських виданнях.
Помер та похований у місті Сан-Франциско.